# 青木崇
青木 崇（あおき たかし、1979年8月17日 - ）は、日本の男性声優。山口県出身。アプトプロ所属。

## 人物
2025年3月31日、同日付でオフィスPACが事業停止したことに伴い、翌4月1日付でアプトプロに移籍。
特技は書道二段。趣味はダーツ。

## 出演

### テレビアニメ
2006年
- スーパーロボット大戦OG -ディバイン・ウォーズ-（ラッセル・バーグマン）

2010年
- スーパーロボット大戦OG -ジ・インスペクター-（ラッセル・バーグマン）

2014年
- 牙狼〈GARO〉-炎の刻印-
- 残響のテロル（警備員B、男）

2015年
- アクエリオンロゴス（男子A、イベントスタッフA）
- パンチライン （局スタッフ）
- ルパン三世 PART IV（男）

2016年
- 機動戦士ガンダムUC RE:0096（連邦兵）

2018年
- 銀魂.（町人A）
- ルパン三世 PART5（記者B、衛兵C）
- レイトン ミステリー探偵社 〜カトリーのナゾトキファイル〜（ノベール）

2021年
- SCARLET NEXUS（政治家）
- サクガン（管制局員C）

2022年
- 転生賢者の異世界ライフ 〜第二の職業を得て、世界最強になりました〜（神父）

2023年
- 勇者が死んだ!（アイザック・ガードナー、悪魔）

2025年
- 謎解きはディナーのあとで（児玉謙二郎）

### 劇場アニメ
- きみの声をとどけたい（2017年）
- フラ・フラダンス（2021年）
- 窓ぎわのトットちゃん（2023年、チンドン屋）

### Webアニメ
- 無限の住人-IMMORTAL-（2019年、入谷）
- コタローは1人暮らし（2022年、ナレーション）

### ゲーム
2006年
- スーパーロボット大戦OG シリーズ（2007年 - 2016年、ラッセル・バーグマン） - 5作品

2013年
- スーパーロボット大戦Operation Extend
- ライトニング リターンズ ファイナルファンタジーXIII

2015年
- 真・三國無双ブラスト（満寵）

2018年
- 真・三國無双8（満寵）
- Life Is Strange: Before the Storm（ジェームズ・アンバー）

2020年
- ファイナルファンタジーVII リメイク

2022年
- タクティクスオウガ リボーン（フェルナトーレ）

2024年
- ファイナルファンタジーVII リバース

### ドラマCD
- 不浄の回廊
- 無限のフロンティア スーパーロボット大戦OGサーガ 購入特典ドラマCD（2008年）

### 吹き替え

#### 映画
- オリエント急行殺人事件[14]
- サンダーバード55/GoGo（ジャスティン・T・リー[15]）
- スーパーマン (2025年の映画)（テレビ司会[16]）
- スーパーマンIII/電子の要塞 ※WOWOW追加収録版
- ハウス・オブ・グッチ（フランコ〈ガエターノ・ブルーノ〉[17]）
- ハッピー・デス・デイ
- ハロウィンタウンハイ
- ブリグズビー・ベア（ジェームズ・ポープ〈カイル・ムーニー〉）
- プロメテウス（コンピュータの声 男[18]）※ザ・シネマ版
- マグニフィセント・セブン（ファニング[19]）

#### ドラマ
- I AM 私の分岐点 シーズン2 #1（サム〈リーモア・マレット・Jr〉[20]）
- THE KILLING/キリング シーズン2
- グッド・ワイフ4
- クリミナル・マインド8 FBI行動分析課
- サバイバー: 宿命の大統領
- シェイズ・オブ・ブルー ブルックリン警察（マーカス・トゥフォ〈ハンプトン・フルカー〉）
- 私立探偵ストライク（シャンカー〈ベン・クロンプトン〉）
- HAWAII FIVE-0 シーズン4
- Major Crimes 〜重大犯罪課 シーズン2
- マンダロリアン（ドクター・パーシング〈オミッド・アブタヒ〉）

#### アニメ
- シュガー・ラッシュ:オンライン（メイビー[21]）
- レゴニンジャゴー ザ・ムービー

### ボイスオーバー
- アードマンの仲間たち
- アニメ 世界偉人伝
- あなたの知らない10の歴史秘話
- ウィンクして、デートして、削除して〜イギリス 出会いサイトの人々〜
- 最新テクノロジーで解析!目に見えない世界TOP40
- SOLD 熱血沸騰オークションジョン
- チーム対抗!目利きチャンピオン決定戦
- TOP10ランキング!超 現代の驚異
- BIG HISTORY〜科学の眼でみる壮大な歴史〜
- ホーンテッドヒストリー〜呪われた歴史を解明せよ!〜
- モーガン・フリーマンが語る宇宙4
  - モーガン・フリーマン 時空を超えて
- 模倣品社会〜命を脅かすコピー商品〜
- 地球ドラマチック
  - 「ペトラ遺跡 砂漠に消えた古代文明の謎」
  - 「皇帝ネロの捜査ファイル～暴君は真実か?～」
  - 「ハリー・ポッターと魔法の世界」
  - 「太陽と人類 すべては太陽から始まった」
  - 「古代エジプト 王女の墓の謎」
  - 「ポンペイ 石こう像の新事実」

### ナレーション
- アドマックパーツ企業PV

### テレビドラマ
- 鹿鳴館
- ラブラブエイリアン 第22話（2016年9月8日、フジテレビ） - 韓国人俳優の声

### オーディオブック
- デルトラクエスト シリーズ（2014年、語り部）
  - 1 沈黙の森
  - 2 嘆きの湖
  - 3 ネズミの街
  - 4 うごめく砂
- 稲盛和夫の経営問答 シリーズ（2014年 - 2015年、朗読）
  - 高収益企業のつくり方 新装版
  - 人を生かす 新装版
  - 従業員をやる気にさせる7つのカギ
- なぞなぞだいすき1年生（2017年、朗読）
- マチネの終わりに（2018年、武知）

### 舞台
- スーパー歌舞伎
  - 三国志II・III
  - ヤマトタケル

### シリーズ一覧
1. ↑  『OGS』『OG外伝』（2007年）、『第2次OG』（2012年）、『INFINITE BATTLE』（2013年）、『ムーン・デュエラーズ』（2016年）